# لو منغ منغ
لو منغ منغ هو لاعب كرة قدم صيني في مركز الدفاع، ولد في 29 مايو 1983 في سنغافورة. لعب مع نادي غيلانغ إنترناشونال وهاوجانج يونايتد.